# Majakovskaja (metrostation Sint-Petersburg)
Majakovskaja (Russisch: Маяковская) is een station van de metro van Sint-Petersburg. Het station maakt deel uit van de Nevsko-Vasileostrovskaja-lijn en werd geopend op 3 november 1967. Het metrostation bevindt zich onder de kruising van de Nevski Prospekt en de Oelitsa Majakovskogo (waarnaar het station genoemd is), nabij de Plosjtsjad Vosstanija (Plein van de Opstand) en het Moskovski-spoorwegstation. Station Majakovskaja vormt een overstapcomplex met het aangrenzende station Plosjtsjad Vosstanieja op de Kirovsko-Vyborgskaja-lijn (lijn 1).

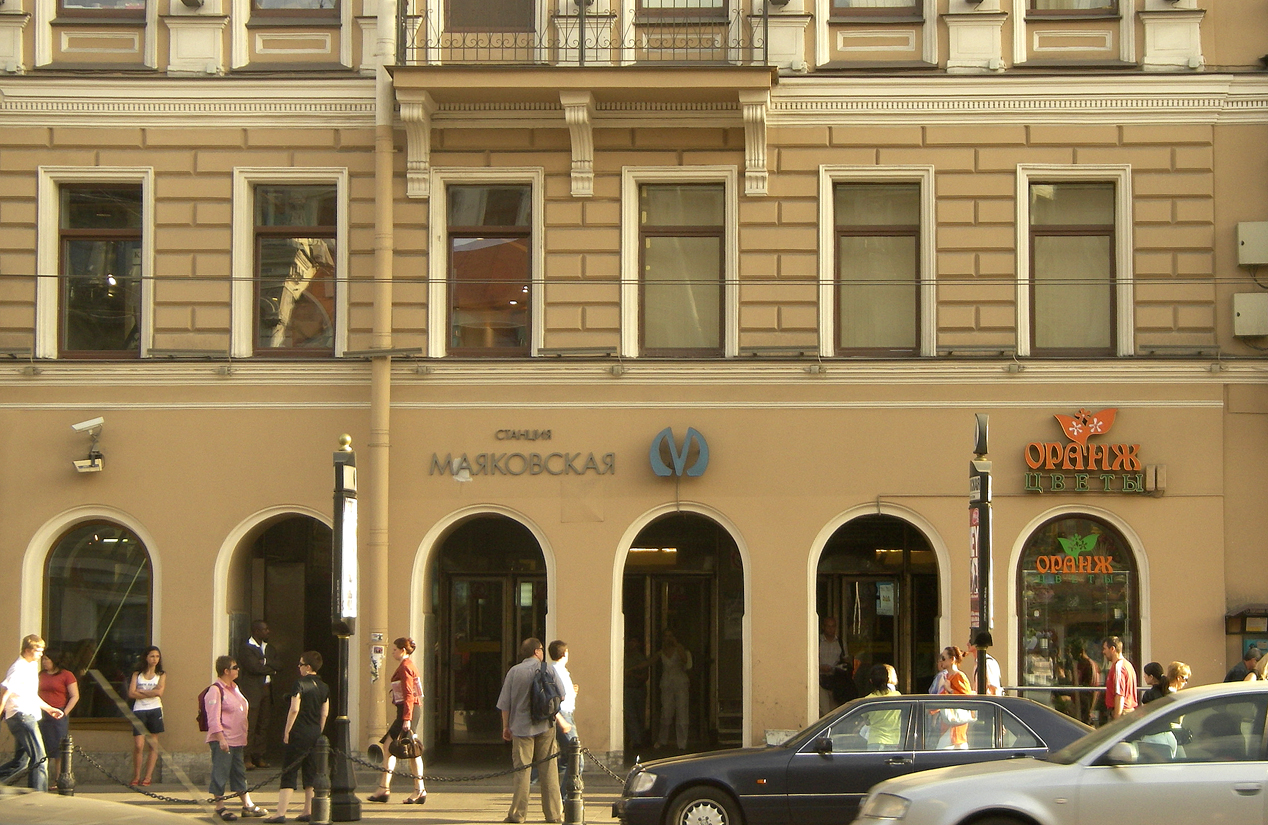
Bovengrondse toegang

Het station ligt 51 meter onder de oppervlakte en is van het bouwtype "horizontale lift". Dit type stations beschikt over een centrale perronhal die door middel van automatische schuifdeuren van de sporen wordt gescheiden. De toegangshal tot het station is ingebouwd in een pand op de hoek van de Nevski Prospekt en de Oelitsa Marata. Bovenaan de roltrappen bevindt zich een beeld van Vladimir Majakovski; op de wanden van de perronhal is in mozaïek het portret van de dichter aangebracht.